# Aleksandrs Kerčs
Aleksandrs Kerčs (* 16. März 1967 in Archangelsk, Russische SFSR) ist ein ehemaliger lettischer Eishockeyspieler und jetziger -trainer.

## Karriere
Aleksandrs Kerčs begann seine Karriere als Eishockeyspieler bei Dinamo Riga, für dessen Profimannschaft er von 1984 bis 1992 am Spielbetrieb der Wysschaja Liga, der höchsten sowjetischen Spielklasse, teilnahm. In der Saison 1992/93 stand er für Riga, das innerhalb weniger Jahre mehrfach den Vereinsnamen gewechselt hatte, in der neu gegründeten Internationalen Hockey-Liga auf dem Eis. In dieser konnte er im IHL-Premierenjahr mit 40 Scorerpunkten, davon 24 Tore, in insgesamt 44 Spielen für Riga überzeugen. Mit der zweiten Mannschaft von Pārdaugava Riga wurde er 1993 zudem Lettischer Meister. Im NHL Entry Draft 1993 wurde der Flügelspieler in der dritten Runde als insgesamt 60. Spieler von den Edmonton Oilers ausgewählt, für die er in der Saison 1993/94 insgesamt fünf Spiele in der National Hockey League absolvierte, während er die gesamte restliche Spielzeit bei deren Farmteam Cape Breton Oilers in der American Hockey League verbrachte. Für Cape Breton erzielte er in 57 Spielen 24 Tore und 38 Vorlagen.
In der Saison 1994/95 wechselte Kerčs mehrfach den Verein. In dieser Spielzeit lief er für Pārdaugava Riga in der Internationalen Hockey-Liga, die Providence Bruins in der AHL und den EHC Biel in der Schweizer Nationalliga A auf, ehe er die folgende Spielzeit bei Riga/Alianse in Lettland überbrückte. In der Saison 1996/97 gelangen ihm 96 Scorerpunkte, davon 42 Tore, in 51 Spielen für den EV Landsberg in der zweithöchsten deutschen Spielklasse. Dadurch konnte er sich für einen Vertrag beim finnischen SM-liiga-Teilnehmer Tappara Tampere empfehlen. Von 1998 bis 2001 spielte der lettische Nationalspieler für die Revierlöwen Oberhausen in der Deutschen Eishockey Liga. Dort gehörte er stets zu den Führungsspielern und nahm 1999 am DEL All-Star Game teil, bei dem er auch ein Tor erzielte. Zur Saison 2001/02 wechselte er innerhalb der DEL zu den Berlin Capitals, für die er in 56 Spielen 15 Tore und 19 Vorlagen erzielte. Nachdem sich diese anschließend aus finanziellen Gründen aus der DEL zurückziehen mussten, spielte er in der Saison 2002/03 für den SKA Sankt Petersburg in der russischen Superliga und den HK Riga 2000 in der East European Hockey League.
In der Saison 2003/04 spielte Kerčs erneut für mehrere Vereine innerhalb eines Jahres. Er stand sowohl beim schwedischen Zweitligisten IK Nyköpings Hockey in der HockeyAllsvenskan, seinem Ex-Klub HK Riga 2000 in der East European Hockey League, dem HK Vilki OP Riga in der lettischen Eishockeyliga und Molot-Prikamje Perm in der Wysschaja Liga, der zweiten russischen Spielklasse unter Vertrag. Die folgende Spielzeit verlief für den Olympiateilnehmer von 2002 ähnlich turbulent. Für den HK Homel spielte er in der belarussischen Extraliga, für den HK Vilki OP Riga in Lettland und den REV Bremerhaven in der 2. Bundesliga. Die Saison 2005/06 begann er beim russischen Zweitligisten Chimik Woskressensk und beendete sie erneut beim HK Vilki OP Riga in Lettland. Dort stand er von 2006 bis 2008 durchgehend ASK/Ogre auf dem Eis und gehörte in diesem Zeitraum zu den Topspielern der lettischen Eishockeyliga. Vor allem in der Saison 2006/07 zeichnete er sich aus und war sowohl in der Hauptrunde als auch den Playoffs jeweils ligaweit bester Torschütze und Topscorer. In der Saison 2008/09 war er für ASK/Ogre in der belarussischen Extraliga aktiv.
Die Saison 2009/10 verbrachte Kerčs zusammen mit seinem Landsmann und langjährigem Mitspieler Andrejs Ignatovičs bei Brest Albatros Hockey in der Division 1, der zweiten französischen Spielklasse. Zur Saison 2010/11 kehrte der zu diesem Zeitpunkt 43-jährige nach Lettland zurück, wo er vom DHK Latgale verpflichtet wurde. Bei diesem konnte er auf Anhieb an seine Leistungen der Vorjahre bei ASK/Ogre anschließend und wurde 2011 zum Most Valuable Player der Liga ernannt. Anschließend beendete er seine aktive Karriere. Seit der Saison 2011/12 ist er Cheftrainer beim HK SMScredit.lv in der lettischen Eishockeyliga.

### International
Für die Sowjetunion nahm Kerčs an der Junioren-Weltmeisterschaft 1987 teil, bei der seine Mannschaft aufgrund einer Massenschlägerei im Spiel gegen Kanada ebenso wie der Gegner disqualifiziert wurde. Im Turnierverlauf selbst hatte er in sechs Spielen sechs Tore und zwei Vorlagen erzielt.
Für Lettland nahm Kerčs an der C-Weltmeisterschaft 1993, der B-Weltmeisterschaft 1996 sowie den A-Weltmeisterschaften 1997, 1998, 1999, 2000, 2001, 2002, 2003 und 2004 teil. Zudem stand er im Aufgebot seines Landes bei den Olympischen Winterspielen 2002 in Salt Lake City.

## Erfolge und Auszeichnungen
| - 1993 Lettischer Meister mit Pārdaugava Riga - 1999 Teilnahme am DEL All-Star Game - 2007 Topscorer der lettischen Eishockeyliga - 2007 Toptorschütze der lettischen Eishockeyliga | - 2007 Topscorer der Playoffs der lettischen Eishockeyliga - 2007 Toptorschütze der Playoffs der lettischen Eishockeyliga - 2008 Topscorer der lettischen Eishockeyliga - 2011 MVP der lettischen Eishockeyliga |

### International
- 1993 Aufstieg in die B-Weltmeisterschaft bei der C-Weltmeisterschaft
- 1993 Bester Vorlagengeber der C-Weltmeisterschaft
- 1996 Aufstieg in die A-Weltmeisterschaft bei der B-Weltmeisterschaft